# هارمانسدورف
هارمانسدورف (به آلمانی: Harmannsdorf) یک منطقهٔ مسکونی در اتریش است که در ناحیه کورنویبورگ واقع شده‌است. هارمانسدورف ۳٬۵۱۴ نفر جمعیت دارد.